# Fajã do Labaçal
Uma das mais pequenas fajãs da ilha de São Jorge, fica situada na Ponta do Topo, Concelho da Calheta, costa Sul da ilha de São Jorge, chega-se a ela através de um atalho de terra escorregadia e bastante inclinado.
Esta fajã possui apenas uma casa e um palheiro. É caracterizada pela abundância da bananeira. Também se cultiva vinha, inhame, batata da terra, couve e abóbora.
Há uma nascente cuja água é fresca e saudável.